# Pusztavacs
Pusztavacs es un pueblo húngaro perteneciente al distrito de Dabas, condado de Pest.

## Superficie
Cuenta con una superficie de 79,07 km².

## Demografía
Hasta 2024 la población era de 1279 habitantes, con una densidad de población de 16,17 hab/km².
| Gráfica de evolución demográfica de Pusztavacs entre 2020 y 2024 |
|                                                                  |
| Datos según la Oficina Central de Estadística de Hungría.        |